# Atelier de la rue Furstenberg
L’Atelier de la rue Furstenberg est une œuvre du peintre Frédéric Bazille, conservée au musée Fabre à Montpellier.
Cette peinture représente l'atelier qu'il partagea avec Claude Monet jusqu'en janvier 1866. Il est situé au 6, place de Furstenberg, dans le VIe arrondissement de Paris. C'est dans cet atelier que Monet a peint son tableau Le Déjeuner sur l'herbe en 1865 (à ne pas confondre avec celui d'Édouard Manet qui, à cette époque, avait intitulé le sien Le Bain).
À la même adresse, un étage en dessous, se situait l'atelier d'Eugène Delacroix entre 1857 jusqu'à sa mort. Il s'était installé ici pour se rapprocher de l'église Saint-Sulpice dont il avait été chargé, dès 1847, de décorer une chapelle. Cet atelier sera ensuite repris par Diogène Maillart, élève de Delacroix, où il travaillera à obtenir le grand prix de Rome de peinture en 1864.
Après 1929, et grâce à l'action de la Société des amis d'Eugène Delacroix menée par Maurice Denis et Paul Signac, le bâtiment deviendra le lieu de promotion de l’œuvre de Delacroix, puis ce qu'il est aujourd'hui : le musée national Eugène-Delacroix.